# Hrabstwo Hopkins (Kentucky)

Piramida wieku hrabstwa

Hrabstwo Hopkins – hrabstwo w USA, w zachodniej części stanu Kentucky. Według danych z 2000 roku, hrabstwo zamieszkiwało 46 519 osób. Siedzibą hrabstwa jest Madisonville.

## Miasta
- Dawson Springs
- Earlington
- Hanson
- Manitou (CDP)
- Madisonville
- Mortons Gap
- Nebo
- Nortonville
- St. Charles
- White Plains